# 柿沟镇
柿沟镇，是中华人民共和国陕西省宝鸡市千阳县一个已撤销的乡级行政区，2015年，陕西省民政厅批复同意撤销柿沟镇，将其所辖行政区域划归水沟镇。